# Braunkolbiger Braun-Dickkopffalter

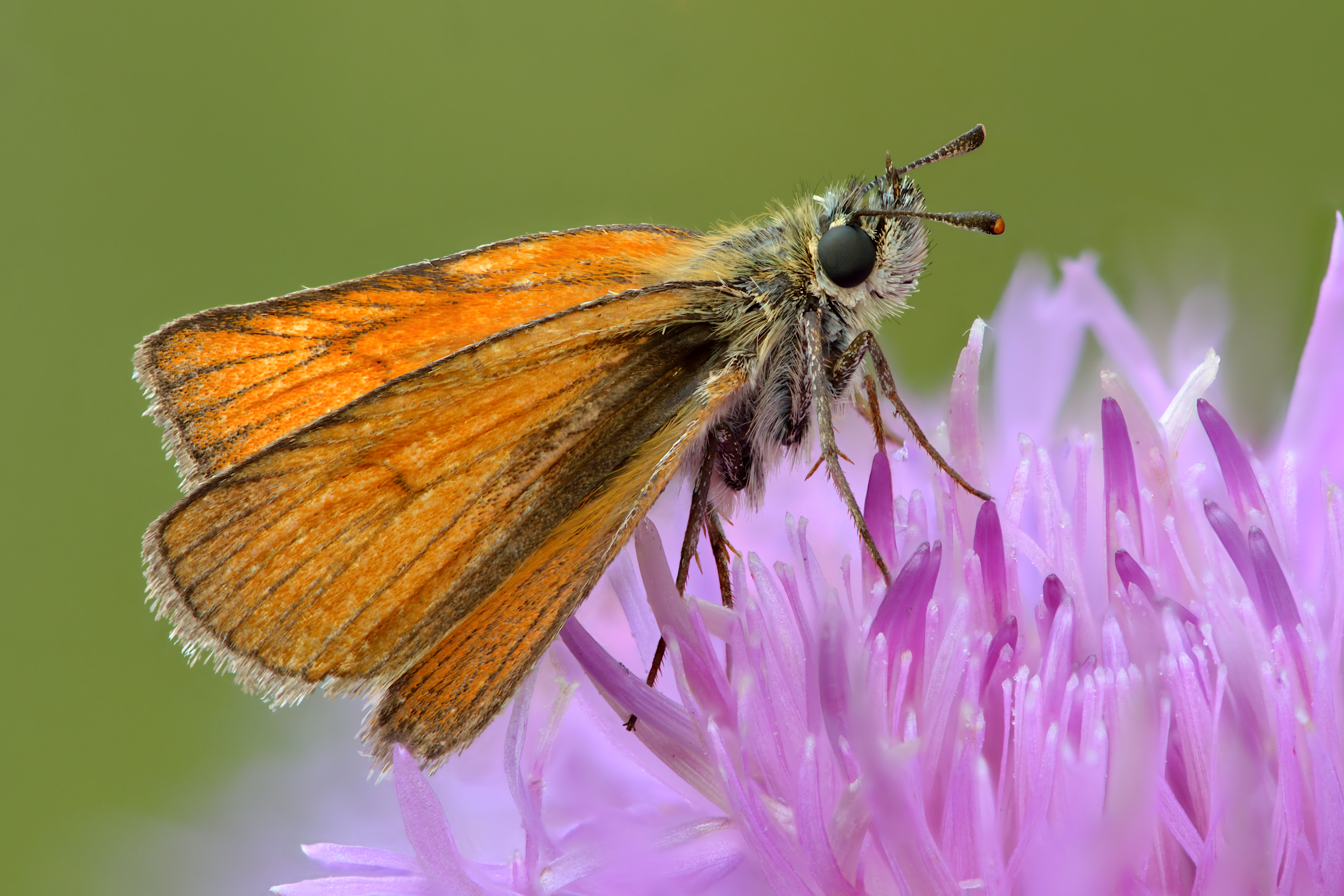
Weibchen auf Wiesen-Flockenblume

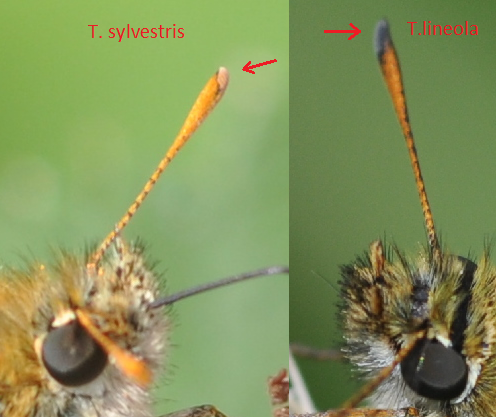
Antennen von männlichen Braunkolbigem- Thymelicus sylvestris und Schwarzkolbigem Braun-Dickkopffalter Thymelicus lineola zum Vergleich. Beachten Sie die unterschiedliche Farbe an der nach vorn gewandten Seite der Antennenspitze.

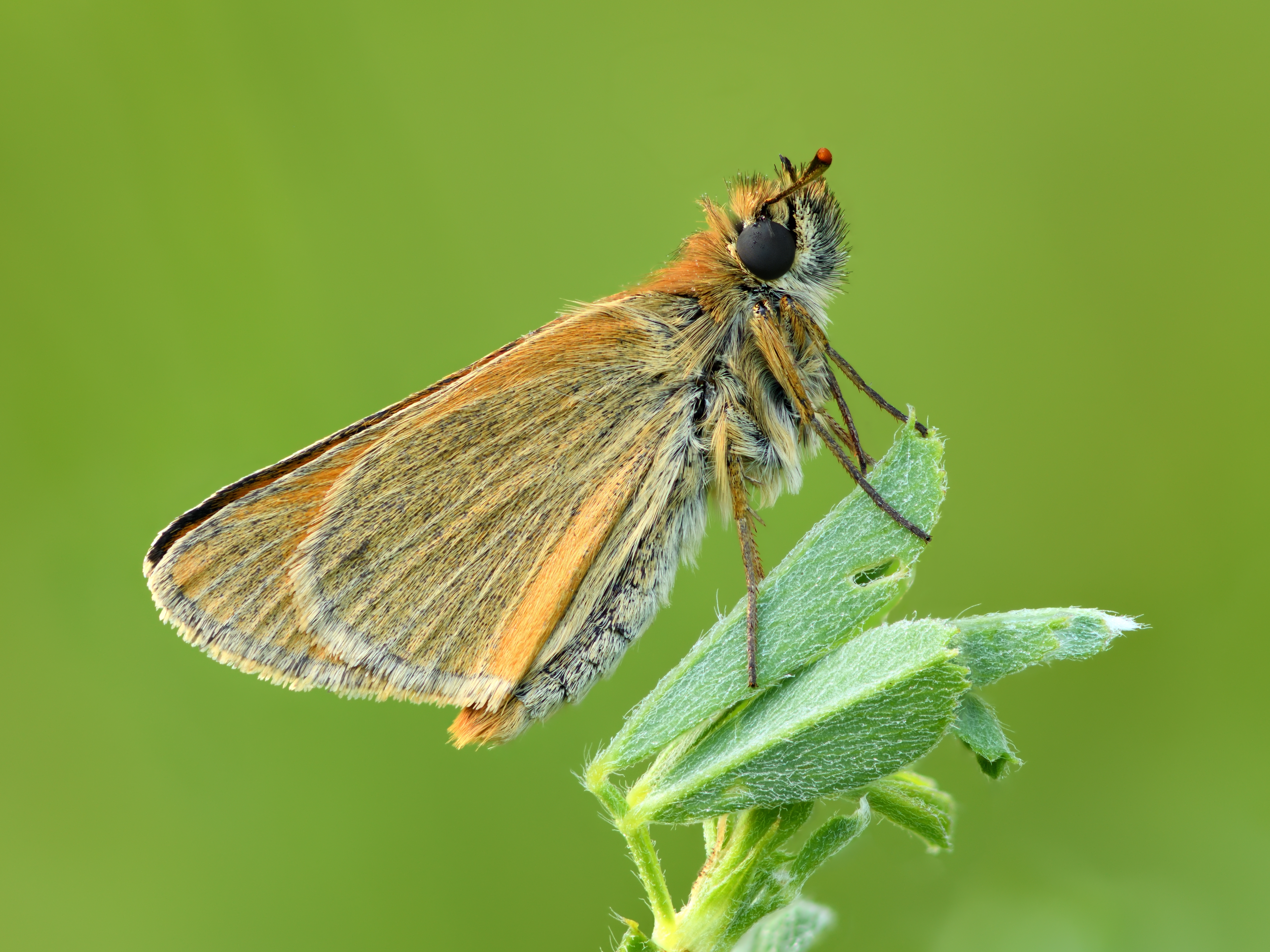
Seitliche Ansicht

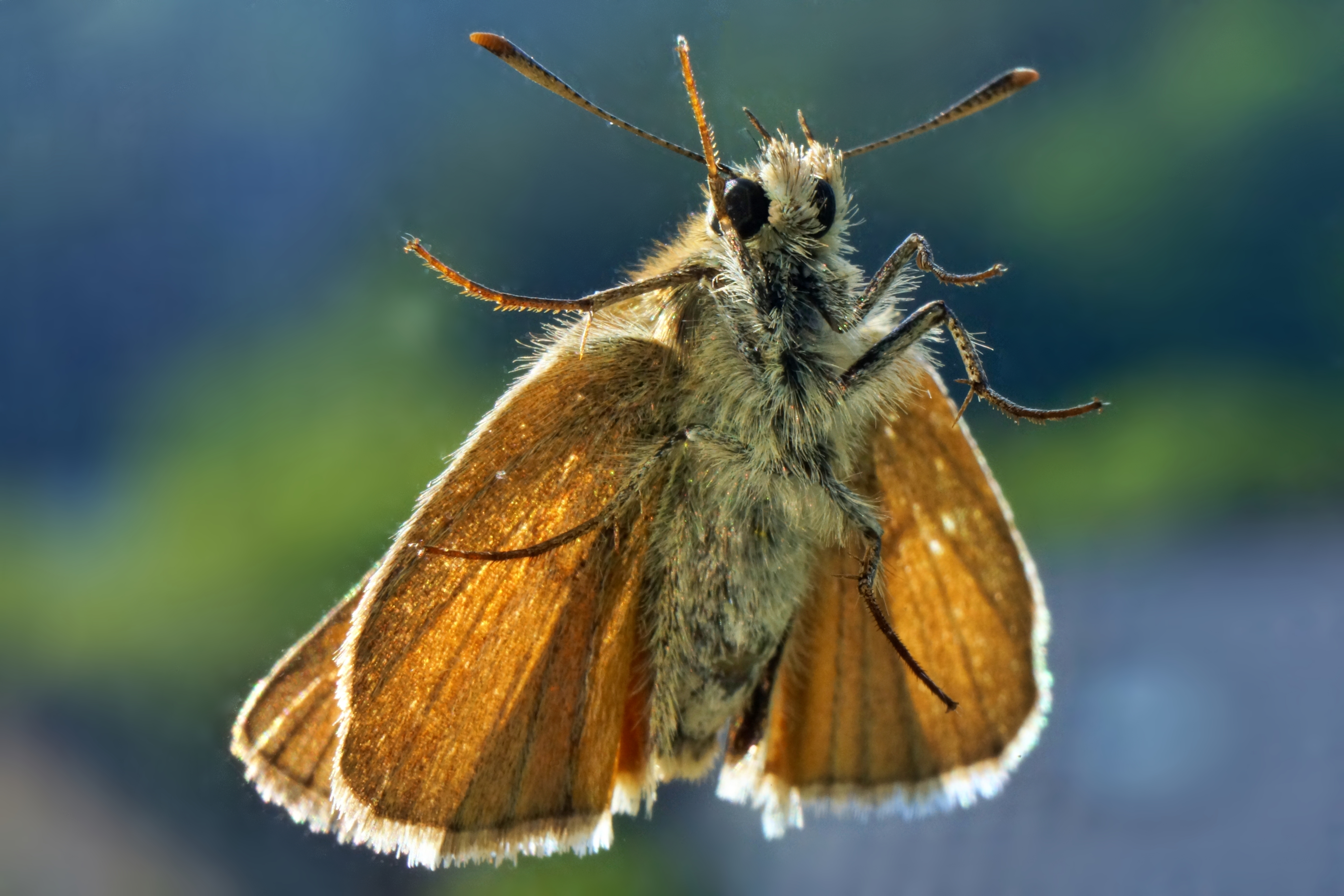
Unterseite

Der Braunkolbige oder Ockergelbe Braun-Dickkopffalter (Thymelicus sylvestris) ist ein Schmetterling aus der Familie der Dickkopffalter (Hesperiidae).

## Merkmale
Die Falter erreichen eine Spannweite von 27 bis 34 Millimetern. Sie haben hell orangebraun gefärbte Flügeloberseiten, deren Flügeladern kontrastreich erkennbar sind. Der Flügelrand ist dunkelbraun. Die Flügelunterseite ist an der Spitze des Vorderflügels und fast auf der gesamten Fläche des Hinterflügels grünlich-grau gefärbt. Auf der Unterseite der Hinterflügel ist der Innenrand breit gelb gesäumt. Die Unterseiten der Fühlerkolben sind im Gegensatz zum ähnlichen Schwarzkolbigen Braun-Dickkopffalter (Thymelicus lineola) gelbbraun gefärbt. Der dunkle Duftschuppenfleck des Männchens ist schmal, aber deutlich erkennbar.

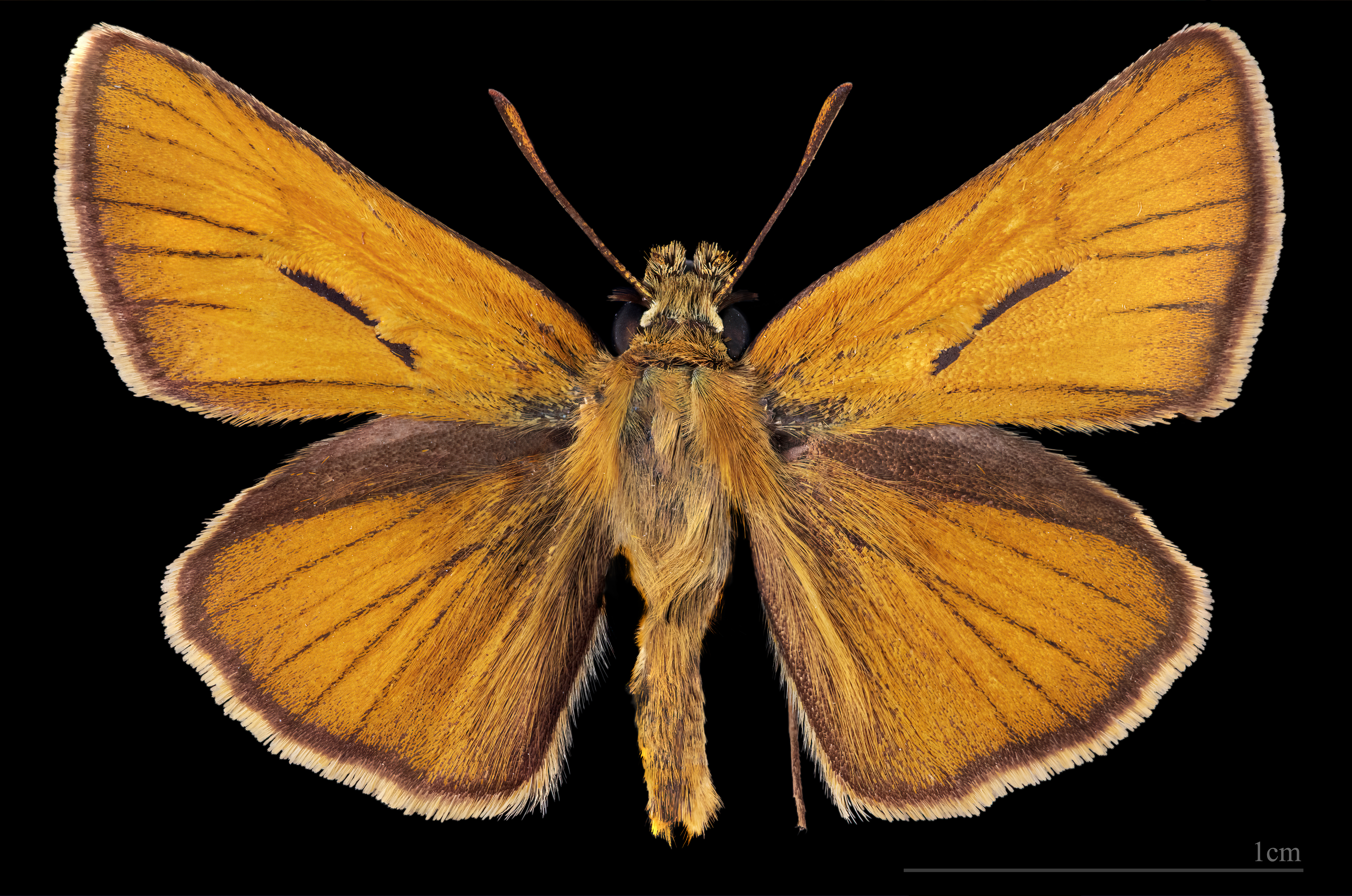
Thymelicus sylvestris ♂
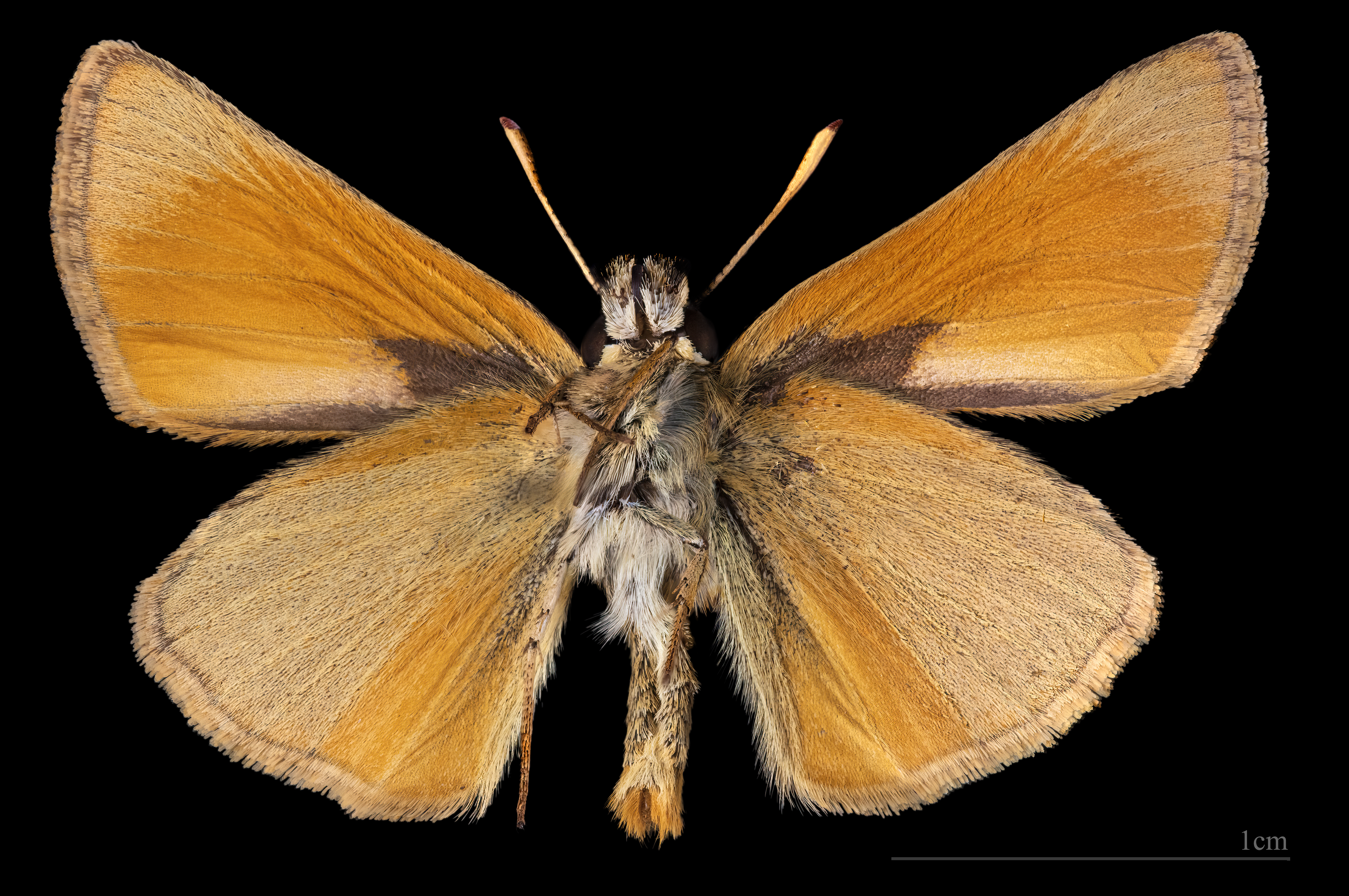
♂ △

Die Raupen werden 20 bis 25 Millimeter lang. Sie haben einen weißlich-grün gefärbten Körper, mit mehreren, hellen Längsstreifen, die Kopfkapsel ist grün.

### Ähnliche Arten
- Schwarzkolbiger Braun-Dickkopffalter (Thymelicus lineola)
- Mattscheckiger Braun-Dickkopffalter (Thymelicus acteon)

## Vorkommen
Die Tiere kommen in Nordafrika und fast ganz Europa vor. Sie fehlen jedoch auf den Balearen, Korsika, Sardinien und Kreta sowie im Norden der Britischen Inseln und im hohen Norden Skandinaviens. In der vertikalen Verbreitung findet man den Falter von der Niederung bis in etwa 1900 Meter, in Nordafrika auch bis in 2.600 Meter Seehöhe. Man findet sie an blütenreichen Waldlichtungen und Gebüschen mit hohen Gräsern, ebenso wie an Wald- und Wegrändern, Böschungen, Säumen von Trockenrasen und Bahndämmen. Es besteht eine enge Bindung an Saumstrukturen, im Gegensatz zum Mattscheckigen Braun-Dickkopffalter werden aber frischere Stellen bevorzugt. Die Falter kommen mitunter in großen Zahlen vor.

## Lebensweise
Die Tiere sitzen gerne auf Flockenblumen (Centaurea) und saugen Nektar. Die Männchen sind sehr aktiv und verteidigen Reviere auch gegenüber anderen Schmetterlingen. Die Weibchen sind hingegen ruhiger.

### Flug- und Raupenzeiten
Die Falter fliegen in einer Generation von Ende Juni bis (selten) September, in der Oberrheinebene und angrenzenden Naturräumen selten vor Juli. Die Raupen findet man ab September und nach der Überwinterung bis in den Mai.

### Nahrung der Raupen
Die Raupen ernähren sich von verschiedenen Gräsern, unter anderem von Wolligem Honiggras (Holcus lanatus), Weichem Honiggras (Holcus mollis), Wiesen-Lieschgras (Phleum pratense) und Wald-Zwenke (Brachypodium sylvaticum).

## Entwicklung
Die Weibchen legen ihre gelblich-grünen, ovalen Eier in Gruppen von 20 bis 40 Stück an den Blattscheiden dürrer Grasstängel ab. Zuvor werden die Pflanzen 10 bis 15 Minuten lang genau untersucht. Nach etwa 16 bis 23 Tagen schlüpfen die Raupen, fressen die Eihülle und spinnen einen Eikokon, um in diesem an der Futterpflanze zu überwintern. Erst im nächsten Frühjahr beginnen sie an den Futterpflanzen zu fressen. Sie spinnen die Längsseiten der Grashalme zusammen und leben als Einzelgänger geschützt in der Innenseite. Erst wenn sie etwas größer sind, fressen sie auch außerhalb. Die Verpuppung findet in einem lockeren Gespinst zwischen Grashalmen statt.
Die Puppe ist 16 bis 20 Millimeter lang und blassgrün gefärbt. An ihr kann man, anders als bei Thymelicus lineola, die herausragende Rüsselscheide gut erkennen. Nach 12 bis 18 Tagen schlüpfen die Falter.

## Belege